# 魔法の天使クリィミーマミ 公式トリビュートアルバム
「魔法の天使クリィミーマミ 公式トリビュートアルバム」（まほうのてんしくりいみーまみ こうしきとりびゅーどあるばむ）は2011年2月9日にPヴァインから発売されたアニメーションアルバム。XNAE-10037。

## 概要
太田貴子がヒロインを務め日本テレビが全国ネットで放送していたテレビアニメ・『魔法の天使クリィミーマミ』の主題歌、挿入歌を人気声優とアイドルによってカバーしたもので太田自身もこれに参加しオリジナルも4曲と新曲も収録。

## 収録曲
1. "MA・WA・LE・MI・GI"(4:03)
  - 作詞・作曲：古田喜昭 / 編曲：難波正司 / 唄：太田貴子＆篠原ともえ
2. 美衝撃(4:00)
  - 作詞：亜蘭知子 / 作曲：織田哲郎 / 編曲：西村昌敏 / 唄：鈴木凛
3. デリケートに好きして(3:45)
  - 作詞・作曲：古田喜昭 / 編曲：大村雅朗 / 唄：井上麻里奈
4. あなたに一番効く薬(4:20)
  - 作詞：友井久美子 / 作曲：松田良 / 編曲：難波正司 / 唄：中村千絵
5. ガールズ・トーク(3:59)
  - 作詞：友井久美子 / 作曲：尾関裕司 / 編曲：難波正司 / 唄：伊瀬茉莉也
6. ハートのSEASON(3:42)
  - 作詞：恩田久義 / 作曲：尾関裕司 / 編曲：難波正司 / 唄：喜多村英梨
7. 渚のメモリー(3:46)
  - 作詞：島津冴子 / 作曲：久石譲 / 編曲：難波正司 / 唄：篠原ともえ
8. ラストキッスでGOOD LUCK!(3:45)
  - 作詞・作曲：古田喜昭 / 編曲：馬飼野康二 / 唄：島津冴子
9. I Can't Say "Bye-Bye"(4:45)
  - 作詞・作曲：古田喜昭 / 編曲：難波正司 / 唄：太田貴子
10. "MA・WA・LE・MI・GI"(3:20)
  - 作詞・作曲：古田喜昭 / 編曲：難波正司 / 唄：太田貴子＆島津冴子
11. "キスが行方不明(5:00)[2]
  - 作詞：岩里祐穂 / 作曲：亀井登志夫 / 編曲：三浦卓也 / 唄：太田貴子
12. BIN・KANルージュ(4:12)
  - 作詞：岩里祐穂 / 作曲：亀井登志夫 / 編曲：岩本正樹 / 唄：福井裕佳梨
13. 天使のミラクル(3:20)
  - 作詞：友井久美子 / 作曲：織田哲郎 / 編曲：難波正司 / 唄：井口裕香
14. LOVEさりげなく(3:18)
  - 作詞：三浦徳子 / 作曲：小田裕一郎 / 編曲：西村昌敏 / 唄：小林ゆう
15. パジャマのままで(4:05)
  - 作詞・作曲：古田喜昭 / 編曲：大村雅朗 / 唄：遠藤綾
16. 囁いてジュテーム -Je t'aime-(4:12)
  - 作詞：亜蘭知子 / 作曲：織田哲郎 / 編曲：岩本正樹 / 唄：笠原弘子